# Windische Bühel
Die Windischen Bühel, slowenisch Slovenske gorice, sind ein Hügelland im Grenzgebiet von Slowenien und der Steiermark und traditionell ein gemischtsprachiges Gebiet, daher auch der Name nach den Bewohnern und der Sprache (windisch; Bühel siehe ‚Hügel‘).

## Lage und Landschaft
Die Windischen Bühel verlaufen nordwest-südöstlich zwischen dem Gebiet von Leutschach im Westen und Ljutomer (Luttenberg) im Osten. Ihr Gebiet von etwa 20 × 65 km liegt zwischen den Flüssen Mur und Drau. Wie diese fließen auch die kleineren Gewässer meist in Richtung Südosten, im Nordwestteil aber Richtung Norden bis Westen. Die Bühel begleiten bogenförmig den Poßruck nördlich und östlich und bilden die Fortsetzung der Koralpe. Ihrem Aussehen nach (morphologisch) entsprechen sie eher dem oststeirischen Hügelland, als Übergang zu einem Mittelgebirge. Die Windischen Bühel weisen Höhen von 200 bis 400 m im slowenischen Teil und gut 600 m Gipfelflur im österreichischen Teil auf, der höchste Gipfel ist der Kreuzberg mit 633 m ü. A. nördlich Leutschach. Der slowenische Teil umfasst 1000 km², der österreichische 500 km².
Die Bühel reichen bis an die nördlichen Stadtgrenzen von Maribor (Marburg an der Drau) und liegen südlich der Mur beim österreichischen Bad Radkersburg. In ihnen liegt mit Spielfeld (zwischen Maribor und Graz) der wichtigste Grenzübergang zwischen Slowenien und Österreich. Hauptorte des slowenischen Teils sind Jarenina (Jahring) und Lenart (St. Leonhard). Im Südosten liegen Ormož (Friedau) und Ljutomer am Rand der Bühel. Das westlich von Spielfeld angrenzende Hügelland erstreckt sich in der Südweststeiermark bis westlich von Leibnitz und St. Johann im Saggautal, Hauptort ist Leutschach.

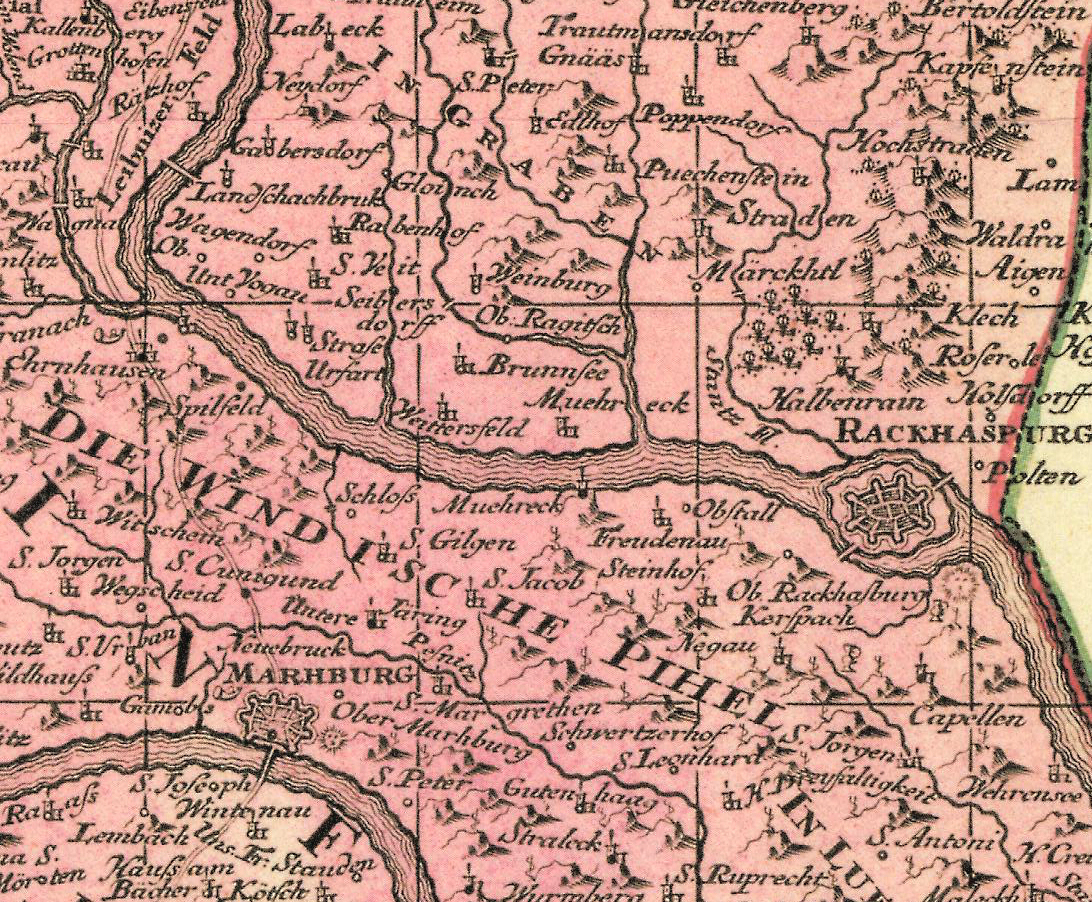
Die Windischen Bühel im 18. Jahrhundert.

Nach der Alpenvereinseinteilung der Ostalpen (AVE) wird das Hügelland mit den Lavanttaler Alpen zusammengefasst. Die Landschaftsgliederung der Steiermark rechnet das Gebiet als Teilregion 5 schon zum Vorland (Region V), die slowenische naturgeographische Regionsgliederung als Mesoregion 4 zum Subpanonska Slovenija (Subpannonisches Slowenien, Makroregion 4), beide also schon zum Alpenvorland im Osten und Südosten.

## Umgrenzung und Gliederung

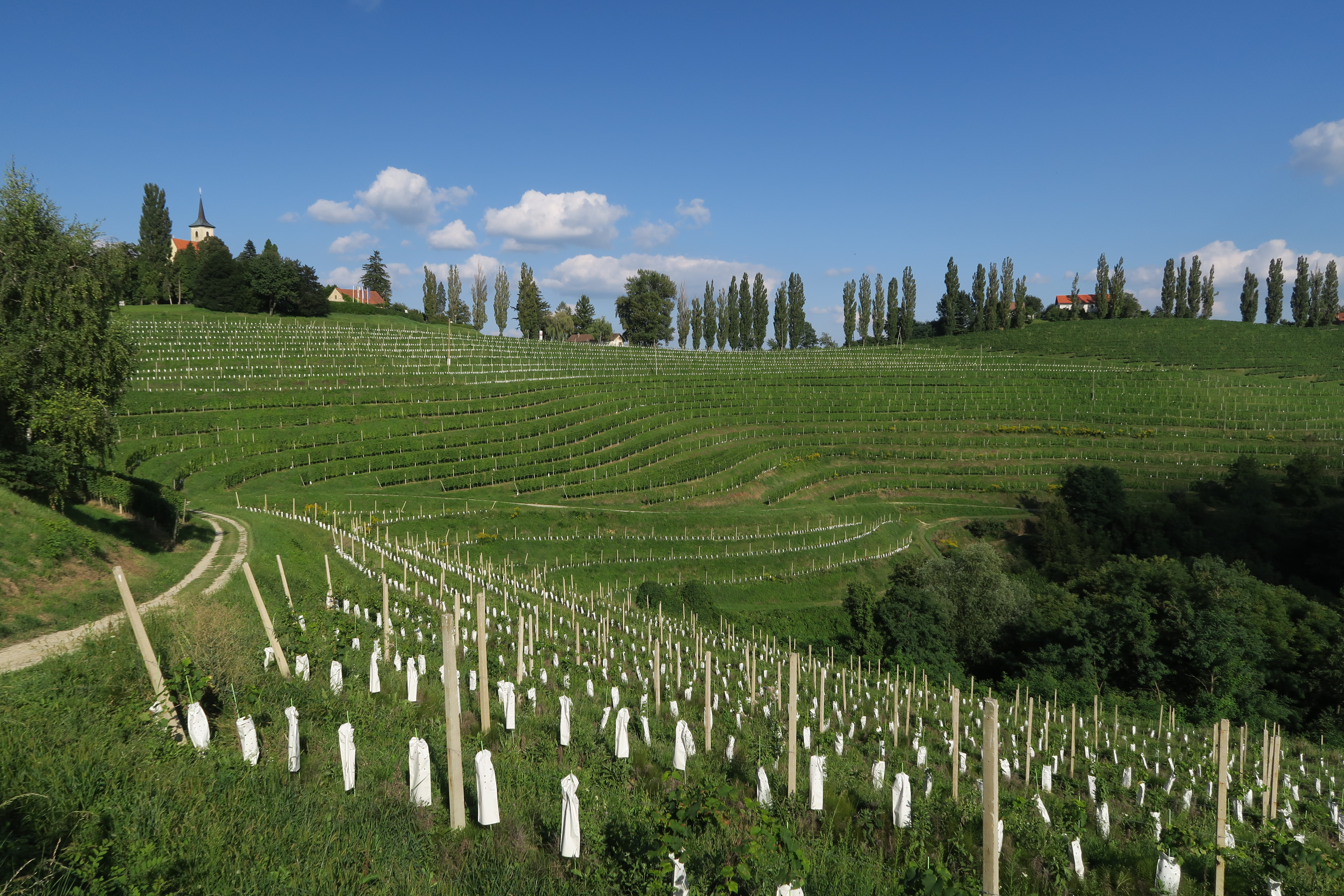
Weinberge bei Jeruzalem

Nordöstlich wird das Hügelland durch die Murebene (Pomurska ravan) begrenzt. Diese umfasst das Leibnitzer Feld, das Untere Murtal, das Apaško polje (Abstaller Feld), Radensko Polje (Radeiner Feld) und das Mursko polje (Murfeld) bei Murska Sobota (zusammen Murebene), dahinter liegen das Steirische Vulkanland in der Oststeiermark und das Goričko in der Region Prekmurje (slowenisches Übermurgebiet), im Osten schließt das kroatische Međimurje an. Die östlichsten Hügel der Windischen Bühel werden Prlekija genannt, sie ziehen sich bis an das Središko polje (Polstrauer Feld) an der Drau. Im Süden liegt die historische Südsteiermark mit Ptujsko polje (Pettauerfeld) und Dravsko polje (Draufeld, zusammen Dravsko-Ptujsko polje) und dahinter das Hügelland der Halože (Kollos). Die Südwestgrenze bildet der Talzug Pößnitz (Pesnica) – Pößnitzbach zum Poßruck (Kozjak). Im Westen liegt jenseits des Saggautals das Weststeirische Riedelland, nordwestlich jenseits des unteren Sulmtals der Sausal.
Bis auf die Benennung der Hügel der Prlekija ist das Gebiet nur wenig gegliedert, markanteste Abgrenzung ist die Wasserscheide Sulm- zu Pesnica-Einzugsgebiet, die in etwa die Staatsgrenze bildet. Sonst hat das Hügelland durch seine lokale Gliederung große kultur- und naturlandschaftliche Eigenständigkeit.
Ungarischerseits findet sich das entsprechende Wort Vendvidéki-dombság (‚Vendische Hügel‘), dazu wird aber insbesondere auch das Goričko des Prekmurje gerechnet, welches bis an die ungarische Grenze reicht.

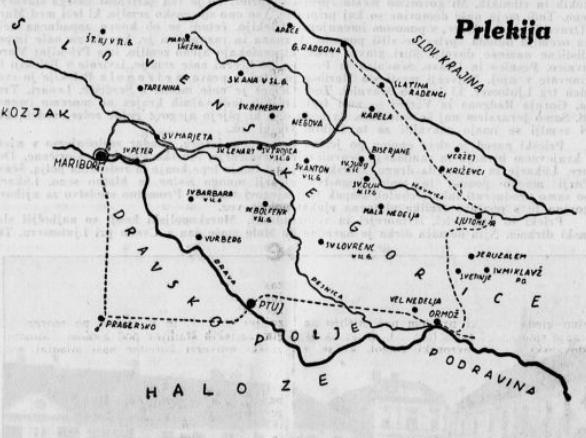
Skizze des östlichen Teils der Windischen Bühel

## Geologie
Das Gebiet gehört zum Steirischen Tertiärbecken, in dem die Grazer Bucht (Steirisches Becken) ein Randmeer der Paratethys bildete. In ihr gehörten die Windischen Bühel zum Ostteil der Mittelsteirischen Schwelle, welche einen Teil dieses Beckens nach der Art einer Lagune isolierte. Der Raum sind hauptsächlich Ablagerungen des Ottnangium, Karpatium und Badenium (Wende unteres Burdigalium zum Langhium des Miozän, ca. vor 18–13 Mio. Jahren), eine Zeit, in der die Paratethys vordrang, aber schon die Steirische Faltungsphase der Alpenbildung einsetzte, mit Hebungen im Westen.

Österreichischer (westlicher) Teil der Windischen Bühel: Miozän

Im 19. Jahrhundert wurde angenommen, dass das Gebiet in den Hochphasen der Eiszeiten zumindest teilweise vergletschert war, wie Findlinge des Koralpengletschers etwa am Ottenberg, Eckberg, Steinbach, bei Sörnau, Kranach, am Fahrenbach, Kreuzberg oder bei Gündorf belegen sollten.

## Klima und Natur

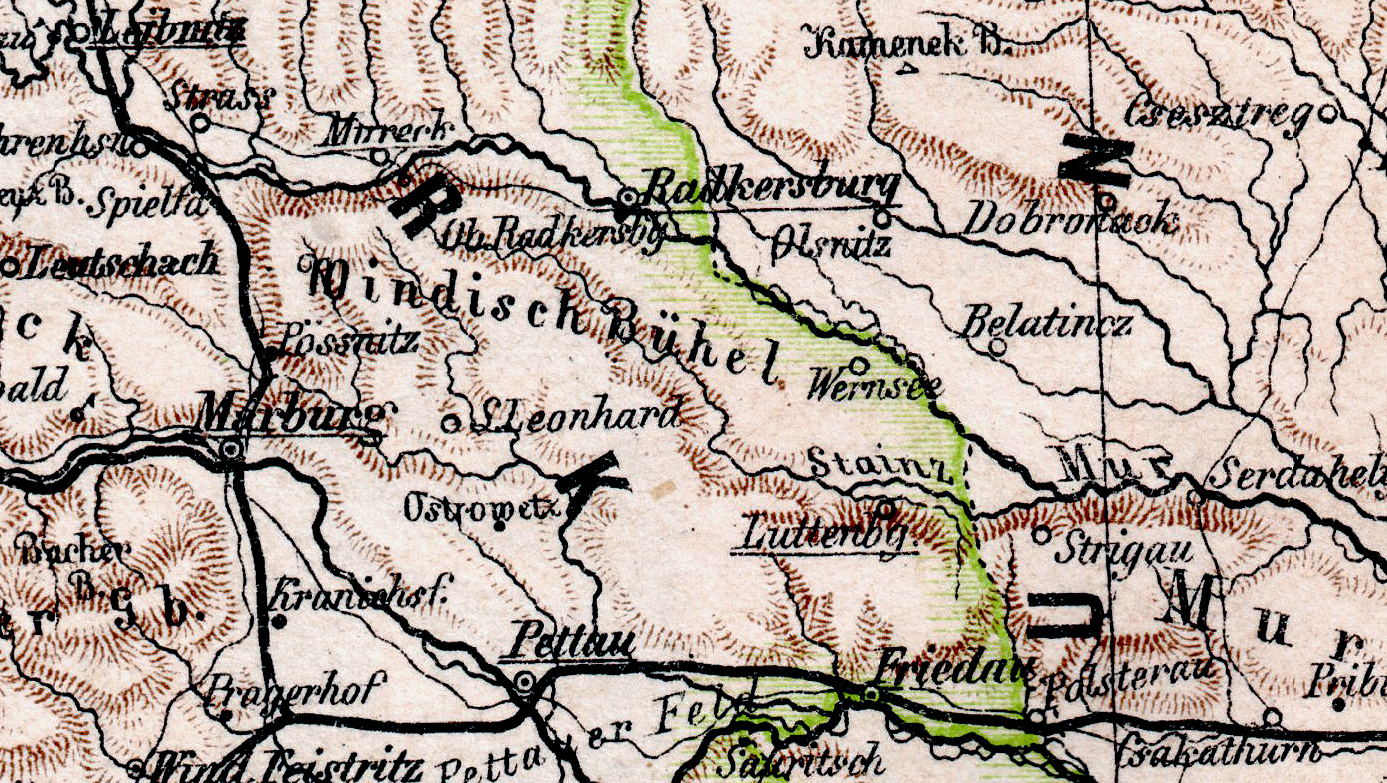
Windische Bühel, Tal des Flusses Ščavnica/Stainz bei Ljutomer/Luttenberg.

Die Region ist durch mildes, fruchtbares Klima ausgezeichnet (Illyrisches Klima) und hat Weinbau.
Der ganze österreichische Teil gehört zum Naturpark Südsteirisches Weinland (Landschaftsschutzgebiet Südweststeirisches Weinland), in Slowenien liegt der Krajinski park Jeruzalemsko-ormoške gorice.

## Geschichte und Kultur
Insgesamt sind die Windischen Bühel nach neuen Forschungen archäologisch sehr ergiebig. Sie stellen eine wichtige Passlandschaft zwischen Mur und Drau dar, die seit der Vorgeschichte besiedelt ist. Über den Platsch/Plački vrh, etwas westlich der heutigen Linie über Spielfeld/Šentilj, verlief ab der Römerzeit die Hauptstraße.
Das Gebiet gehörte bis 1918 zum Herzogtum Steiermark (Untersteiermark). Die Teilung geht auf den Vertrag von St. Germain zurück.
Wichtigste Tourismusinfrastruktur im österreichischen Teil sind die Südsteirische Weinstraße und die Grenzland-Weinstraße.

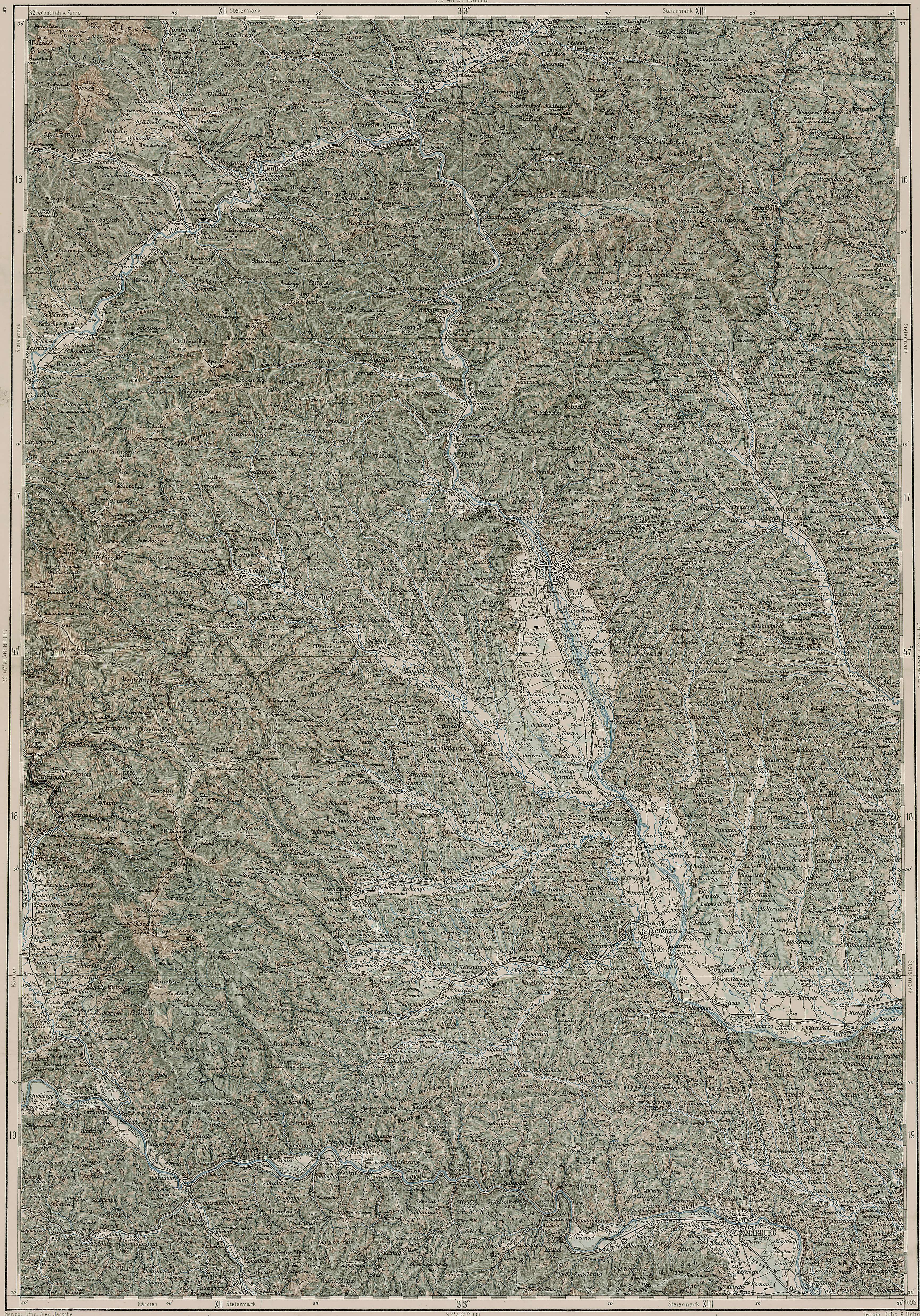
Windische Bühel in der Südsteiermark (rechts unten)